# Plaza Manezhnaya (San Petersburgo)
La plaza Manezhnaya (en ruso: Манежная площадь, romanizado: Manezhnaya ploschad, lit. 'plaza de la equitación') es una plaza en el distrito central de San Petersburgo. Algunas guías turísticas también la llaman Plaza de la Escuela de Equitación: el nombre de la plaza en ruso viene del francés manège (equitación).

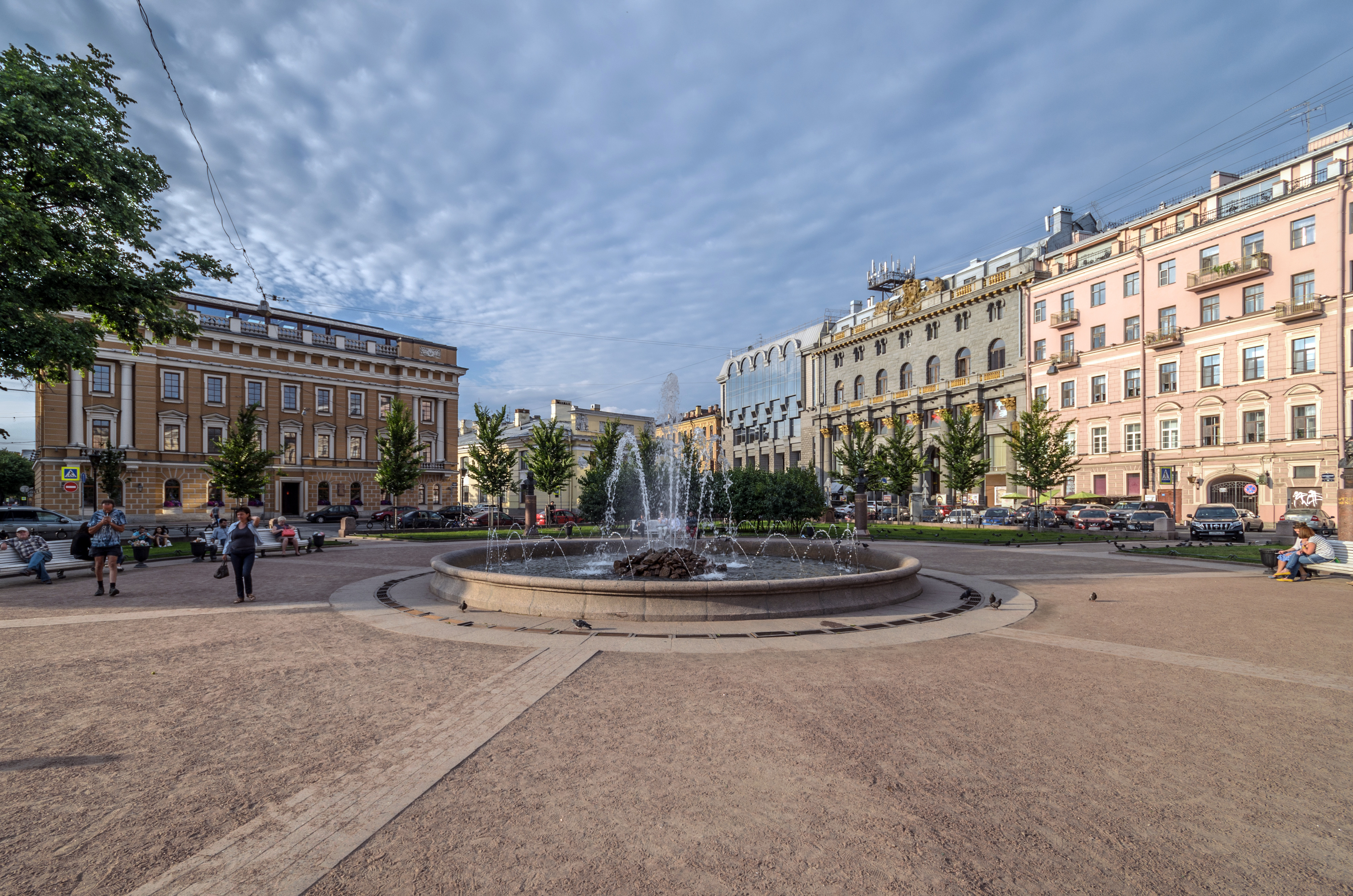
Fuente en la plaza Manezhnaya

La plaza tiene forma de triángulo rectángulo. Su cateto más largo, el lado sur de la plaza, es la calle Italiánskaya, paralela a la avenida Nevski, a unos cien metros al norte. La calle más corta es la Karavannaya, que forma el lado oriental de la plaza y que va desde la avenida Nevski hacia el norte. Otra calle que conecta la plaza con Nevsky es Malaya Sadovaya, que intersecta la calle Italiánskaya en la esquina occidental de la plaza. Aquí converge el tercer lado, el más largo. Los caminos que flanquean uno de los edificios de este lado de la plaza se fusionan detrás de él en un bulevar, el callejón Klenóvaya, que va desde la plaza Manezhnaya hasta el Castillo Mijáilovski.

## Mapa
|                                                       |                                   |
| 1 — Caballerizas del Castillo Mijailovski (ala este)  | 8 — Edificio de departamentos     |
| 2 — Casa del ex Ministerio Militar                    | 9 — Edificio de departamentos     |
| 3 — Caballerizas Mikhailovsky (Estadio Zimniy)        | 10 — Edificio de departamentos    |
| 4 — Edificio de departamentos                         | 11 — Edificio de departamentos    |
| 5 — Jardín de la antigua caballeriza                  | 12 — Edificio de departamentos    |
| 6 — Caballerizas del Castillo Mijailovski (ala oeste) | 13 — Edificio de departamentos    |
| 7 — La Casa de la Radio                               | 14 — La Casa de la Cinematografía |
|                                                       | 15 — Nuevo Jardín Manege          |

## Literatura
- Shvidkovsky, D. S. (2007). Russian architecture and the West. Yale University Press. ISBN 978-0-300-10912-2.
- Insight City Guide St. Petersburg. APA Publications. 2005. ISBN 9789812581501.
- Ye. Doroshinskaya, V. Kruchina (1969). Leningrad: Guidebook. Novosti Press Agency. p. 109.
- Vsevolod Sergeevich Shvartz (1972). Leningrad: art and architecture. Leningrad: Progress Publishers. p. 117.